# Courtney Stodden
Courtney Alexis Stodden (Tacoma, 29 de agosto de 1994) é uma modelo, cantora, compositora e porta-voz da organização People for the Ethical Treatment of Animals (PETA). Depois de participar em diversas competições de beleza regionais, Stodden recebeu atenção da mídia internacional quando, aos 16 anos, se casou com o ator Doug Hutchison. A atenção da mídia fez com que fosse convidada para participar de inúmeros reality shows, incluindo o Tosh.0 (2013) e uma versão de celebridades do Big Brother (2013). Além disso, atuou no videoclipe da faixa "Don't Worry 'Bout It" do rapper 50 Cent. Em sua carreira como cantora, é reconhecida por gravar faixas de maneira independente e disponibilizá-las através de suas redes sociais.